# Antonín Halouzka
Antonín Halouzka (17. ledna 1860 Čeladice — 9. května 1901 Vídeň) byl moravský kovář, puškař a cestovatel, který se v letech 1883 až 1886 se účastnil druhé expedice lékaře, cestovatele a etnologa Emila Holuba do Afriky, nedokončený přechod kontinentu z jihu na sever, kterou však musel po svém vážném onemocnění opustit a vrátit se do Evropy. Stal se jedním z prvních Čechů, kteří se kdy dostali na území rovníkové Afriky.

## Život
Narodil se v Čeladicích, součásti Rajhradu. Vyučil se kovářem a puškařem.
Roku 1883 se přihlásil jako jeden z asi 700 dobrovolníků k druhé plánované expedici doktora Holuba do jihovýchodní Afriky. Byl vybrán mezi šest nejvhodnějších: Josef Špíral ze Šťáhlav (1845–1886), Osvald Söllner (??–1886) a Karel Bukač z Vídně (??–1886), Ignác Leeb (1857–1902) z dolnorakouského Harmannsdorfu a János Fekete (1859–1894) z uherského Csongrádu. Každý muž z této šestice ovládal alespoň dvě užitečná řemesla. Expedice se účastnila také Holubova manželka a asistentka Rosa (Růžena).

### Expedice
Expedice směřovala z Kapského Města přes řeky Oranje a Vaal do země Bečuánců a Bamangwatů v dnešní Botswaně a dále přes území Loziů (Maruců), Supiů (Mašupiů a Tongů (Matoků) do dnešní Zambie. Na cestě došlo k mnohým nesnázím, jako byl např. úhyn tažných volů po požití jedovatých rostlin, expedice byla poté odkázána pouze na služby domorodých nosičů. Josef Špíral a Karel Bukač zemřeli na malárii nedaleko Viktoriiných vodopádů. Kvůli špatnému zdravotnímu stavu se Holub rozhodl poslat Antonína Halouzku zpět. Pověřil ho dopravením nákladu 25 beden sebraných předmětů a záznamů z výpravy, se kterými Halouzka po několikaměsíční cestě dorazil zpět.
Zbylým členům expedice se cestu nakonec nepodařilo dokončit a koncem září roku 1887 přijeli zpět do Čech. Halouzkem dovezené materiály, které tvoří největší část exponátů sebraných výpravou, byly pak hojně využívány při následných Holubových výstavách a přednáškách.
Halouzka po návratu nadále žil v Rajhradu a živil se svým řemeslem. Holub jej zde několikrát navštívil.

### Úmrtí
Antonín Halouzka zemřel roku 1901 ve Vídni ve věku 41 let. Na jeho zdravotním stavu se významně podepsala cesta do Afriky a prodělané tropické nemoci. Zbylí navrátivší se účastníci cesty se po návratu rovněž nedožili nijak vysokého věku, s výjimkou Holubovy manželky zemřeli všichni do roku 1902, včetně Emila Holuba.